# Liparochrus matthewsi
Liparochrus matthewsi är en skalbaggsart som beskrevs av Renaud Maurice Adrien Paulian 1980. Liparochrus matthewsi ingår i släktet Liparochrus och familjen Hybosoridae. Inga underarter finns listade i Catalogue of Life.